# Silvia Lospennato
Silvia Gabriela Lospennato (Ciudad de Buenos Aires, 21 de diciembre de 1977) es una politóloga y política argentina que se desempeña como diputada nacional del PRO desde 2015. Integra el Consejo Nacional del PRO como vocal. Actualmente, es legisladora electa del PRO en las Elecciones de la Ciudad Autónoma de Buenos Aires de 2025.

## Biografía
Nacida en el barrio de Núñez en la Ciudad de Buenos Aires, criada en Coghlan y actualmente vive en Villa Urquiza.
Es licenciada en Ciencia Política por la Universidad de Buenos Aires y en 2014 obtuvo un diplomado en Tecnología y derecho aplicado a procesos ambientales por el Instituto Tecnológico de Buenos Aires.
Es una de las principales impulsoras del proyecto de "Ficha Limpia", 
una iniciativa que busca impedir que personas con condena penal en segunda instancia por delitos dolosos, en especial los vinculados a la corrupción, puedan ser candidatas a cargos electivos o ser designadas en la administración pública. Lospennato sostiene que esta medida es clave para mejorar la calidad institucional y garantizar mayor transparencia en la política. 
También fue criticada en su rol en la cámara por "encubrir" a Eduardo Casal y al fiscal Carlos Stornelli.
Luego de ser anunciada su candidatura para las elecciones legislativas 2025, a inicios de abril una investigación periodística señaló los vínculos de su esposo, el empresario editorial Fernando Depalma, con millonarias contrataciones directas del gobierno de la Ciudad de Buenos Aires. 

Actualmente, es candidata a legisladora de la Ciudad de Buenos Aires por el PRO. 

### Carrera política
Silvia Lospennato comenzó su carrera política dentro de las filas del Partido Justicialista de la provincia de Buenos Aires, bajo el ala del dirigente peronista Alfredo Atanasof, de quien ejerció como asesora durante los días que este se desempeñaba como ministro durante la presidencia de Eduardo Duhalde. En diciembre del año 2007, cuando Atanasof asumió en la Secretaría de Promoción de Inversiones de la provincia de Buenos Aires, en la gobernación de Daniel Scioli, Lospennato ocupó un cargo como subsecretaria de la secretaría. 
Lospennato abandonó dicho cargo en octubre de 2008 luego de la renuncia de Atanasof por el conflicto entre el gobierno nacional de Cristina Fernández de Kirchner y el sector agropecuario. En octubre de 2008 ingresó a trabajar dentro del armado político de Francisco de Narváez y Atanasof, que dio a la creación del partido político Unión Celeste y Blanco, que en el año 2009 se unió al PRO de la provincia de Buenos Aires para formar la alianza Unión-PRO para las elecciones legislativas de ese año.
En el año 2011, Lospennato integró la lista de la Unión para el Desarrollo Social, que llevaba como candidatos a Ricardo Alfonsín para presidente de la Nación y a De Narváez como candidato a gobernador, en la provincia de Buenos Aires como candidata a diputado nacional, pero no resultó electa. En ese mismo año, fue nombrada en el Ministerio de Gobierno de la Ciudad de Buenos Aires, primero como titular del organismo fuera de nivel Cuenca Matanza Riachuelo y luego como subsecretaria de Gobierno de la Ciudad de Buenos Aires.
Hasta diciembre de 2014, fue titular de la Unidad de Proyectos Especiales de la Cuenca Matanza Riachuelo (UPE CUMAR).
En 2015 integró la boleta de candidatos a diputados nacionales que acompañó a Mauricio Macri a la presidencia con Cambiemos. Luego de la renuncia de Fernando Niembro involucrado en un caso de corrupción, Lospennato ocupó el primer lugar de la lista y asumió como diputada en diciembre.
En diciembre de 2016, en medio de un debate en la Cámara de Diputados previo a la votación de un proyecto de impuesto a las ganancias, trató a sus pares de «antidemocráticos» y definió al debate como «vergonzante». En 2024 mientras se debatía la creación de una comisión investigadora sobre la visita de diputados oficialistas de La Libertad Avanza a represores condenados en Ezeiza, las legisladoras Silvia Lospennato y Vanesa Siley mantuvieron un fuerte entredicho que incluyó chicanas, burlas y gritos, tanto suyos como de otros integrantes del Congreso cuando Lospenato cortó el micrófono a diputados opositores que hacían uso de la palabra.
En junio de 2018, previo a la votación del proyecto de ley de Interrupción Voluntaria del Embarazo, dio un discurso a favor del proyecto, cosechando muchas críticas dentro del sector más conservador del macrismo.
En 2023 se presentó como precandidata a diputada nacional en la Provincia de Buenos Aires, lista encabezada por el peronista Miguel Ángel Pichetto, pegada a la boleta de Horacio Rodríguez Larreta como precandidato a presidente. Finalmente, fue elegida como diputada en la lista de Juntos por el Cambio.
Durante el gobierno de Javier Milei fue una de las principales defensoras del oficialismo durante el debate de la Ley Bases. En agosto de 2024 votó contra la Ley de Financiamiento Universitario. Se ausentó cuando se votó la ley de Movilidad Jubilatoria, pero luego sostuvo el veto presidencial a la misma, por lo que fue invitada a un asado de celebración en la Quinta de Olivos.
A finales de marzo de 2025, en las vísperas del cierre de listas para las Elecciones porteñas de medio término, el Pro anunció que Lospennato sería su primera candidata a Legisladora de la Ciudad.
En abril de 2025 votó contra la formación de una comisión investigadora para el Criptogate.
Fue una de las principales impulsoras del proyecto de ley de Ficha Limpia, que propone impedir que personas con condena judicial en segunda instancia por delitos de corrupción sean candidatas a cargos electivos. La iniciativa fue debatida en múltiples ocasiones en la Cámara de Diputados, aunque no llegó a ser sancionada. En noviembre de 2024, la sesión para tratar el proyecto cayó por falta de quórum, 	
En abril de 2025 votó contra la formación de una comisión investigadora para el Criptogate.
Finalmente, en febrero de 2025, la Cámara de Diputados aprobó el proyecto con amplio respaldo multipartidario, pero en mayo de ese mismo año fue rechazado por el Senado por un solo voto. Lospennato criticó duramente el resultado y reafirmó su compromiso con la lucha por mayores estándares de integridad en el acceso a cargos públicos.
El día anterior a las elecciones legislativas porteñas de 2025, cuentas de X asociadas al gobierno nacional, con el apoyo explícito del presidente Milei, publicaron un video falso de Lospennato en el que afirmaba retirar su candidatura y apoyar la del candidato oficialista Adorni. Esto derivó en una victoria de dicho candidato, que obtuvo un 10% más de votos de lo que se esperaba según los sondeos.

## Ficha Limpia
Silvia Lospennato es una de las principales impulsoras del proyecto conocido como Ficha Limpia en el Congreso de la Nación Argentina. La iniciativa propone prohibir que personas condenadas por delitos de corrupción en segunda instancia puedan ser candidatas a cargos electivos. El proyecto, inspirado en una legislación similar sancionada en Brasil en 2010 y  basado en el artículo 36 de la Constitución Nacional, 
En el Congreso de la Nación, la iniciativa fue debatida en comisiones y llegó al recinto en varias oportunidades, pero nunca logró ser sancionada por falta de acuerdo entre los bloques mayoritarios. En noviembre de 2024, el proyecto volvió a caer en la Cámara de Diputados por falta de quórum, lo que generó un fuerte descargo de la legisladora, quien expresó: “Los corruptos y los terroristas están festejando hoy”, en referencia a la negativa de avanzar con la votación.
En febrero de 2025, la Cámara de Diputados aprobó la iniciativa con 144 votos a favor, 98 en contra y 2 abstenciones, impulsada también por el gobierno de Javier Milei. Sin embargo, en mayo del mismo año, el Senado rechazó el proyecto por un solo voto, con 36 votos a favor y 35 en contra, sin alcanzar los 37 necesarios para su aprobación definitiva. 
Tras el rechazo en el Senado, Lospennato reafirmó su compromiso con la iniciativa, destacando la importancia de establecer estándares éticos más altos para los funcionarios públicos. A pesar de los reveses legislativos, continúa abogando por la implementación de la ley de Ficha Limpia en todo el país.
Lospennato ha sostenido que Ficha Limpia no solo es una medida jurídica, sino un compromiso político con la transparencia y la calidad democrática. Su defensa de la propuesta le ha valido reconocimiento tanto dentro como fuera del PRO, así como el respaldo de organizaciones de la sociedad civil que promueven la ética pública.

## Controversias
En 2017 diputados nacionales del Frente Renovador repudiaron que Lospennato difundiera en el recinto el contenido de un correo que circuló entre integrantes de la bancada y lo calificaron como un caso de espionaje sobre opositores. El diputado Felipe Solá denunció que los legisladores opositores eran espiados por agentes de la Agencia Federal de Inteligencia (AFI), quienes luego enviaban el contenido de los e-mails a los dirigentes de Cambiemos. En tanto el diputado De Mendiguren pidió «una comisión investigadora» para esclarecer el origen de esas filtraciones. También fue criticada en su rol en la cámara por "encubrir" a Eduardo Casal y al fiscal Carlos Stornelli.
Luego de ser anunciada su candidatura para las elecciones legislativas 2025, a inicios de abril una investigación periodística señaló los vínculos de su esposo, el empresario editorial Fernando Depalma, con millonarias contrataciones directas del gobierno de la Ciudad de Buenos Aires.